# Newby and Scalby
Newby and Scalby är en civil parish i Storbritannien.   Den ligger i grevskapet North Yorkshire och riksdelen England, i den centrala delen av landet, 300 km norr om huvudstaden London. Arean är 13,3 kvadratkilometer.
Terrängen i Newby and Scalby är platt.